# ژان ره
ژان ره (فرانسوی: Jean Rey‎; ۲۹ مهٔ ۱۹۲۵ – ۱۳ نوامبر ۱۹۵۰) دوچرخه‌سوار اهل فرانسه بود.